# Białobrzegi (województwo podkarpackie)
Białobrzegi – wieś w Polsce, położona w województwie podkarpackim, w powiecie łańcuckim, w gminie Białobrzegi; siedziba władz gminy.
Miejscowość jest siedzibą rzymskokatolickiej parafii Najświętszego Serca Jezusowego.
W latach 1975–1998 miejscowość administracyjnie należała do województwa rzeszowskiego.

## Integralne części wsi
| SIMC    | Nazwa       | Rodzaj    |
| ------- | ----------- | --------- |
| 0643525 | Dyszlówka   | część wsi |
| 0643531 | Góra        | część wsi |
| 0643548 | Kmiecie     | część wsi |
| 0643554 | Podemłynie  | część wsi |
| 0643560 | Podkościele | część wsi |
| 0643577 | Podlesie    | część wsi |
| 0643583 | Podłącze    | część wsi |
| 0643590 | Skotnik     | część wsi |
| 0643608 | Węgry       | część wsi |
| 0643614 | Zadworze    | część wsi |

## Urodzeni w Białobrzegach
- Józef Czyrek (1928–2013) – polski ekonomista, działacz komunistyczny.
- Walenty Peszek (1897–1979) – generał brygady Wojska Polskiego. Odznaczony Orderem Virtuti Militari.
- Stanisław Szczyrba (ur. 1964) – lekkoatleta, trener reprezentacji Kataru w skoku wzwyż; trener roku 2011 i 2012 w Katarze.